# アシュランド (オレゴン州)
アシュランド（Ashland）は、アメリカ合衆国オレゴン州のジャクソン郡にある都市である。人口は
2万1360人（2020年）。南オレゴン大学がメイン・キャンパスを置いている学園都市である。カリフォルニア州州境の付近、ローグ渓谷の南端に位置する。州間高速道路5号線が通る。オレゴン・シェイクスピア・フェスティバルは国際的に有名である。
市名はオハイオ州のアシュランド郡がエイベル・ヘルマンなどアシュランド設立者の出身地であることに由来し、副次的ではあるが設立者の親戚がケンタッキー州アシュランドと関わりがあったことにも由来している。1855年、アシュランドの前身となる「アシュランド・ミルズ」が設立された。

## 歴史
1800年代中期にヨーロッパ人による入植が始まる前、アシュランドの地にあった川の流域に広がる渓谷には、先住民族であるシャスタ族が生活を営んでいた。ハドソン湾会社の初期の狩猟者は、シスキヨウ街道を辿り、1820年代にこの地を通過した。1840年代後期にはアップルゲート街道を辿った入植者たちがこの地を通過し始めた。1850年代初期には供与地請求法の影響を受けて、白人の入植者たちがローグ渓谷に定住を始めたが、先住民との間に軋轢を生んだ。この軋轢は暴力沙汰に発展することもしばしばあり、1856年までこの状態が続いた。
1851年にジャクソン川の支流であるリッチ・ガルチで金が発見されると、その流域にテント設営が進んだ（この地域は後にジャクソンビルとなった）。アシュランドへの入植はその直後、1852年1月に始まった。この時に移住してきた中には、エイベル・ヘルマン、エバー・エメリー、ジェームズ・エメリー、ロバート・ハーガディンらがいた。近隣のジャクソンビルで興隆した採掘業に乗じ、ヘルマンとエメリー兄弟はアシュランド川（当時の名称はミル川）のほとりに製材工場を設立した。
1860年代と1870年代、アシュランド・ミルズの町は大きく成長した。学校が設置し、教会が建造し、また多くの企業が設立した。1871年には郵便局名が「アシュランド・ミルズ」から「アシュランド」に改称された。1872年11月4日、リバレンド・J・H・スキッドモアの手によってアシュランド・アカデミーが設立した。この教育機関は、後に南オレゴン大学となった。
1887年12月、オレゴン州ポートランドとカリフォルニア州サンフランシスコを結ぶ鉄道が敷かれ、同鉄道がアシュランドにも敷かれた。この鉄道による輸送手段の発達により、1926年までアシュランドは繁栄を見た。1926年になると、ほとんどの鉄道路線がシスキュー山脈の急斜面を避けるためにルートをクラマスフォールズ方面に変更した。アシュランドの繁栄は果樹園の生産物においては特に重要な意味を持つものとなり、アシュランド産の桃などは名声を博し、1893年にシカゴで開催された世界万国博覧会では最高位の栄誉を勝ち取っている。
1908年、Women's Civic Improvement Clubは、アシュランド川の近くに公園（アシュランド・キャニオン公園）を建設する請願を提出した。同じ頃、アシュランドでリチウム水が発見されたこともあり、公園に新しくミネラル・スパが設置されることになった。財政的支援に恵まれたアシュランドは、サンフランシスコのゴールデン・ゲート・パークを手掛けたことで知られる造園家ジョン・マクラーレンに、公園の設計を依頼した。これにより公園名がリチア・スプリングス・パークに改称され、さらに後にはリチア・パークと改称された。
現在も稼動している中ではオレゴン州最古の公衆電話ボックスが、アシュランド中心街のコロンビア・ホテルの中にある。電話ボックスは木造で、天井はブリキで作られている。コロンビアホテルは1910年にエンダーズ・ビルディングの一部として建てられたホテルで、アシュランド市内では最も長い歴史を持つホテルとなっている。この建物は竣工後の1910年から1928年にかけて、カリフォルニア州サクラメントからオレゴン州ポートランドの間では最大の商業建築物として君臨した。
1935年の独立記念日の祝典中、アンガス・L・バウマーによってある公演が始められた。この公演は、後にオレゴン・シェイクスピア・フェスティバルとなった。その後、オレゴン・シェイクスピア・フェスティバルは大きな祝祭に成長し、担当する劇団も今では賞を受賞するほどの国際的な名声を勝ち得た。

## 地理
アシュランドはシスキヨウ山脈とカスケード山脈の丘陵地帯に位置する。カリフォルニア州境からは州間高速道路5号線で24 km（15 mi）ほど北に進んだ地点にある。
カリフォルニア州サンフランシスコの560 km（350 mi）北方、オレゴン州ポートランドの459 km（285 mi）南方に位置する。周辺地域はかつてジェファーソン地域として新州独立を目論んだことがある。145 km（90 mi）ほど離れた地点に、クレーターレイク国立公園やオレゴンケーブズ国定記念物がある。
アメリカ合衆国国勢調査局の調べによると、アシュランドの市域面積は16.8 km²（6.5 mi²）で、その全域が陸地である。

## 人口動態
2000年の国勢調査では、市の人口は19,522人で、8,537世帯、4,481家族が暮らしていた。人口密度は3,003.1/mi2（1,159.6/km2）だった。1,392.2/sq mi（537.6/km²）の平均密度に9,050軒の住宅が建っている。人種構成は、白人91.55%、アジア系1.87%、アフリカン・アメリカン0.60%、先住民1.02%、太平洋諸島系0.13%、その他の人種1.71%、および混血3.11%である。人口の3.56%はヒスパニックまたはラテン系だった。
8,537世帯のうち、25.3%が18歳未満の子供と一緒に生活しており、37.4%は夫婦で生活している。11.7%は未婚の女性または寡婦が世帯主であり、47.5%は結婚していない。33.0%は1人以上の独身の居住者が住んでおり、10.9%は65歳以上で独身である。1世帯の平均人数は2.14人であり、結婚している家庭の場合は、2.72人である。
市の住民は18.8%が18歳未満の未成年、18歳以上24歳以下が17.5%、25歳以上44歳以下が23.3%、45歳以上64歳以下が25.5%、および65歳以上が14.8%にわたっている。中央値年齢は38歳である。女性100人ごとに対して男性は85.6人である。18歳以上の女性100人ごとに対して男性は82.7人である。
この都市の世帯ごとの平均的な収入は32,670米ドルであり、家族ごとの平均的な収入は49,647米ドルである。男性は36,825米ドルに対して女性は30,632米ドルの平均的な収入がある。この地域の一人当たりの収入 (per capita income) は21,292米ドルである。人口の19.6%および家族の12.5%は貧困線以下である。全人口のうち18歳未満の22.0%および65歳以上の8.5%は貧困線以下の生活を送っている。

## 経済
アシュランドの主要経済は観光である。オレゴン・シェイクスピア・フェスティバルに訪れる観光客が多く、それによって栄えたホテル、ベッド・アンド・ブレックファスト、レストランなどが多い。
アシュランドの大規模雇用組織は、1位から順に、南オレゴン大学、オレゴン・シェイクスピア・フェスティバル、アシュランドの公立学校群、アシュランド地域病院、アシュランド市政府である。
「トイレの読書家たちの研究所」（Bathroom Readers' Institute）と、『ジョンおじさんのトイレで読む本』（Uncle John's Bathroom Reader）という流行本を出版している出版社「トイレの読書家たちの出版社」（Bathroom Readers' Press）は、ともにアシュランドを拠点とする組織である。
また、アシュランドではブラモ社が本社を置いている。ブラモ社はエナーシャという電動バイクを製造しているメーカーであり、以前はイギリスのアリエル・アトムというスーパーカーを製造していた北アメリカの企業として知られた。

## 芸術・文化

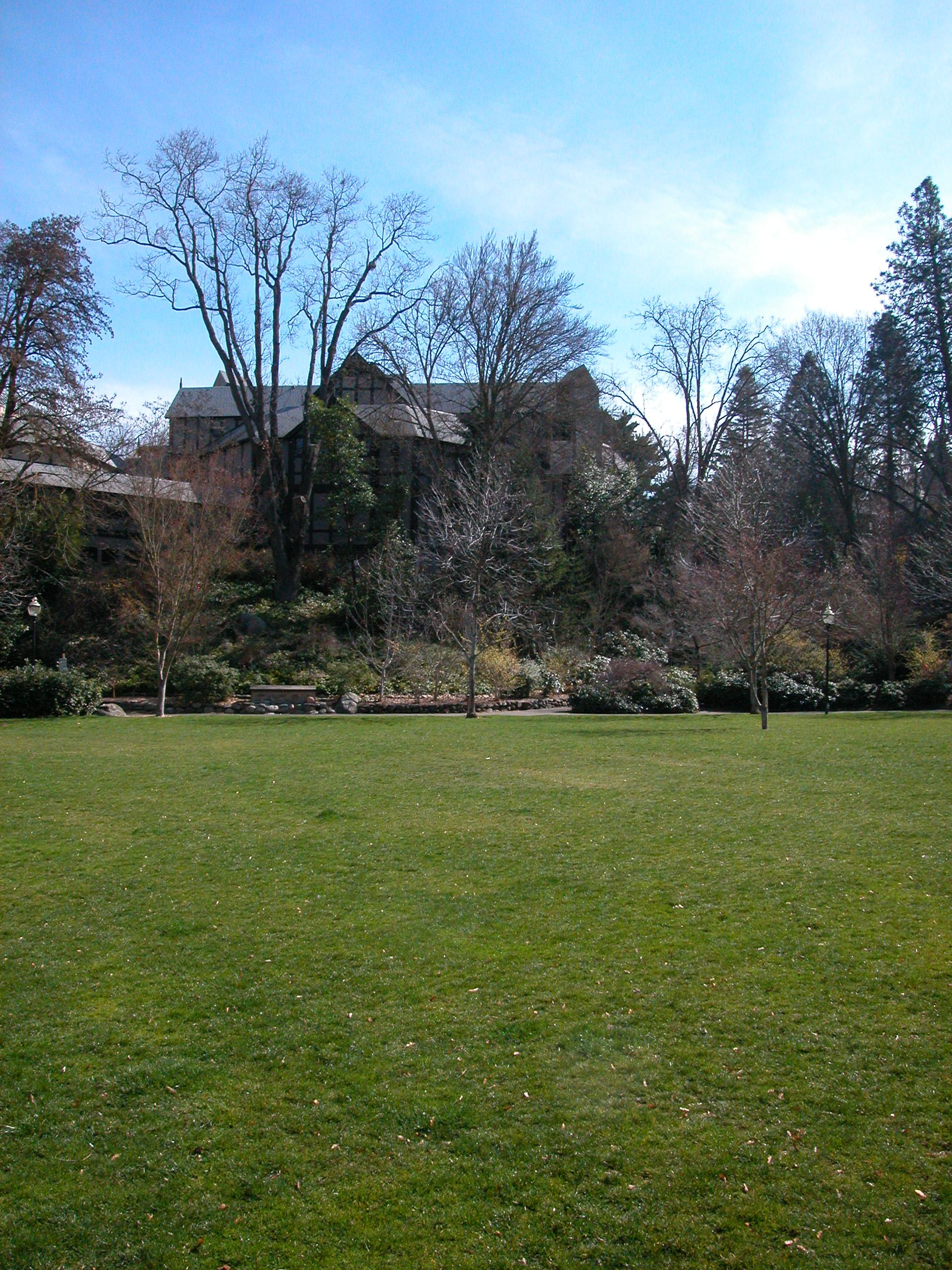
リチア・パークの公共緑地にあるオレゴン・シェイクスピア・フェスティバルの劇場

アシュランドは、オレゴン・シェイクスピア・フェスティバルで有名な都市である。毎年このために数千人の観光客が訪れる。1930年に屋外で夏に行う行事として始まった同フェスティバルは、2月から10月までのシーズンに拡大し、シェイクスピアやそれ以外の劇をレパートリーとして、3つの劇場で上演されている。オレゴン・シェイクスピア・フェスティバルのチケット売上枚数、および上演数はアメリカ国内のどの劇場よりも上回っている。例年、一年間におよそ10万人の観光客に対して35万枚のチケットを販売している。
その他、教会を改装して作られたオレゴン・キャバレー・シアターがあり、年間を通してミュージカルが上演される。

### 文化イベント
アシュランド・インディペンデント映画祭は2001年より毎年4月に開催される映画祭で、国内外のほぼ全ジャンルの映画を上映する。これまで参加したゲストや映画監督の中には、女優ヘレン・ハントやインディー系映画監督ヘンリー・ジャグロムらの顔ぶれも見られる。
アシュランド・ニュー・プレイズ・フェスティバルは、劇作家と、今後のアメリカの作品の発展に焦点を当てた祝典である。年に一度、一週間の期間をかけて開催される。

### 博物館、その他の名所
アシュランドにある国立漁業野生生物法科学研究所は、野生生物のために作られた世界で唯一の犯罪研究所であり、アメリカ国内外の法整備に関する研究を行っている。
アシュランド・シティ・バンドは、アメリカ合衆国で現在も活動を続けている中では最古の市民バンドであり、1876年に結成したアシュランド・ブラス・バンドを前身とする。ゴールデン・ゲート・パークを設計したことで知られるジョン・マクラーレンは、アシュランドのリチア・パークの設計を行っている。リチア・パークには八角形のガゼボスタイルによる演奏台があり、1949年にバンドシェルが建造されるまで、アシュランド・シティ・バンドによって利用されていた。
アシュランドはニール・ゲイマンの『コララインとボタンの魔女』が原作となった映画で舞台となった。

## 公園・レクリエーション
リチア・パークは0.4 km²（100エーカー）の面積を有する公園で、街の中心（ザ・プラザ）からアシュランド川に沿ってアシュランド山の丘陵地帯までが範囲となる。公園内には池が2つあり、日本庭園があり、テニスコードがあり、公共緑地が2面あり、バンドシェル（屋外ステージ）があり、ハイキングトレイルまである。リチアの名はアシュランドの天然ミネラル水であるリチウム水（リチア・ウォーター）に由来する。
リチウム水はそのミネラル風味と発泡で人気がある。リチウム水の泉はタウン・プラザにあり、多くの観光客が味見をする（地域住民や慣れた観光客が、この泉を安くでユーモラスなアシュランド式の成人式で用いる。観光客の多くは、この成人式の参列者からお願いを受けて飲むことが多い）。リチウム水の泉は、リチア・パークのバンドシェルの近くにもある。

## 教育
アシュランドには、アシュランド公立学区所管の小学校が3校、中学校が1校、高等学校が1校、マグネットスクールが1校、地域学習センターが1校ある。アシュランド高等学校は2007年から2009年にかけて、全米の公立高校でトップ3%に入る優秀校としてU.S. News & World Report誌で評価された。
南オレゴン大学と呼ばれる4年制公立大学があり、リベラル・アーツ教育を展開している。在籍学生数は5000人に上り、ビジネス、教育学、芸術、科学などのプログラムを学部・大学院課程で提供している。

## メディア
新聞
平日の午後と土曜日の朝に発刊される新聞「アシュランド・デイリー・タイディングズ」がある。その他、メドフォード発の日刊紙「メイル・トリビューン」があり、アシュランドでも購読する人が多い。
ラジオ
- 南オレゴン大学が所有・運営する公共ラジオネットワーク「ジェファーソン・パブリック・ラジオ」がある。
- KSKQ-LP 94.9 FM という地域型低出力ラジオがある。

テレビジョン
- ローグ・バレー・コミュニティ・テレビジョンは、南オレゴン大学を拠点とする誰でもアクセス可能なケーブル局である。

## 社会基盤と公共サービス

### 医療
市内の医療機関に、アシュランド地域病院がある。49台のベッドを備える。

### 公共図書館
アシュランド公共図書館の建物は、もともとカーネギー図書館の一つとして寄贈された建築物を拡張したものである。2003年、建物のうち元々カーネギー図書館だった部分の改修工事が行われた。

### 交通
ローグ・バレー・トランスポーテーション・ディストリクト（RVTD）のルート10が、市内のほぼ全域でバス交通網を展開している。ルート10は30分に1便の間隔で運行している路線であり、その範囲はメドフォードにまで伸びている。メドフォードではオレゴン州交通省が管理するシャトルバスが毎日運行しており、クラマスフォールズにあるアムトラックの駅との間を往復している。アムトラックのクラマスフォールズ駅には、同鉄道の長距離路線であるコースト・スターライトが停車する。
アシュランドではハイキングと自転車専用の「ベア・クリーク・グリーンウェイ」と呼ばれる小道がある。起点はアシュランド市内でウェスト・ネバダ・ストリートとヘルマン・ストリートが交差する地点である。起点の近くにはリチア・パークを貫くアシュランド川と、ベア川の合流地点がある。小道は全長で19kmあり、ベア川に沿ってタレント、フェニックス、メドフォードを貫き、セントラルポイントで終点を迎える。

### 設備
1999年、アシュランドの市営電力会社は市内のブロードバンドインターネットアクセスの環境向上を目指し、850万米ドルを費やして市内に光ファイバー網「アシュランド・ファイバー・ネットワーク（AFN）」を張り巡らせた。これにより3,700ものケーブルモデルの顧客を生み出した。この数字は市場の3/4近くに上ると推算され、大手ケーブルテレビ企業であるチャーターコミュニケーションズ社と市場を二分するに到った。しかし2006年、市は1,550万米ドルにも膨れ上がったAFNの借金の処理に難儀する。市がAFNの新しい監督者として雇ったジョー・フラネルは、ケーブルテレビ事業から撤退し、利益の出やすいハイスピードインターネットは保つことを提案した。2006年10月、ケービルテレビ事業は地域企業「アシュランド・ホーム・ネット」に移され、市はインフラ事業とインターネット事業を保持することを決めた。AFNは電話サービスと無線インターネットサービスにも新しく乗り出している。

## 姉妹都市
- グアナフアト（メキシコ）
- サルラ＝ラ＝カネダ（フランス）

## 著名な居住経験者
- ジョン・バッカス：FORTRANの設計者。
- アースキン・コールドウェル：小説家、劇作家。アシュランドに住んだことはなかったが、墓がアシュランドにある。
- アレックス・コックス：映画監督。
- アン・カリー：女性ジャーナリスト。ニュース番組『トゥデイ』のアンカーを務める。
- ジャック・イーラム：西部劇俳優。
- デヴィッド・フィンチャー：映画監督。
- ジェレミー・ガスリー：野球選手。ボルチモア・オリオールズ所属の投手。
- コラライン・ジョーンズ：ニール・ゲイマン原作の映画『コララインとボタンの魔女 3D』に登場するキャラクター。
- ウラジーミル・ナボコフ：ロシア人小説家。
- ニール・ドナルド・ウォルシュ：著作家。神との対話シリーズの作者。

## 関連文献
- Davidson, Janelle (1995). Ashland--An Oregon Oasis. Medford, Oregon: Webb Research Group Publishers. ISBN 0-936738-89-8